# Weinzierl (Gemeinde Perg)

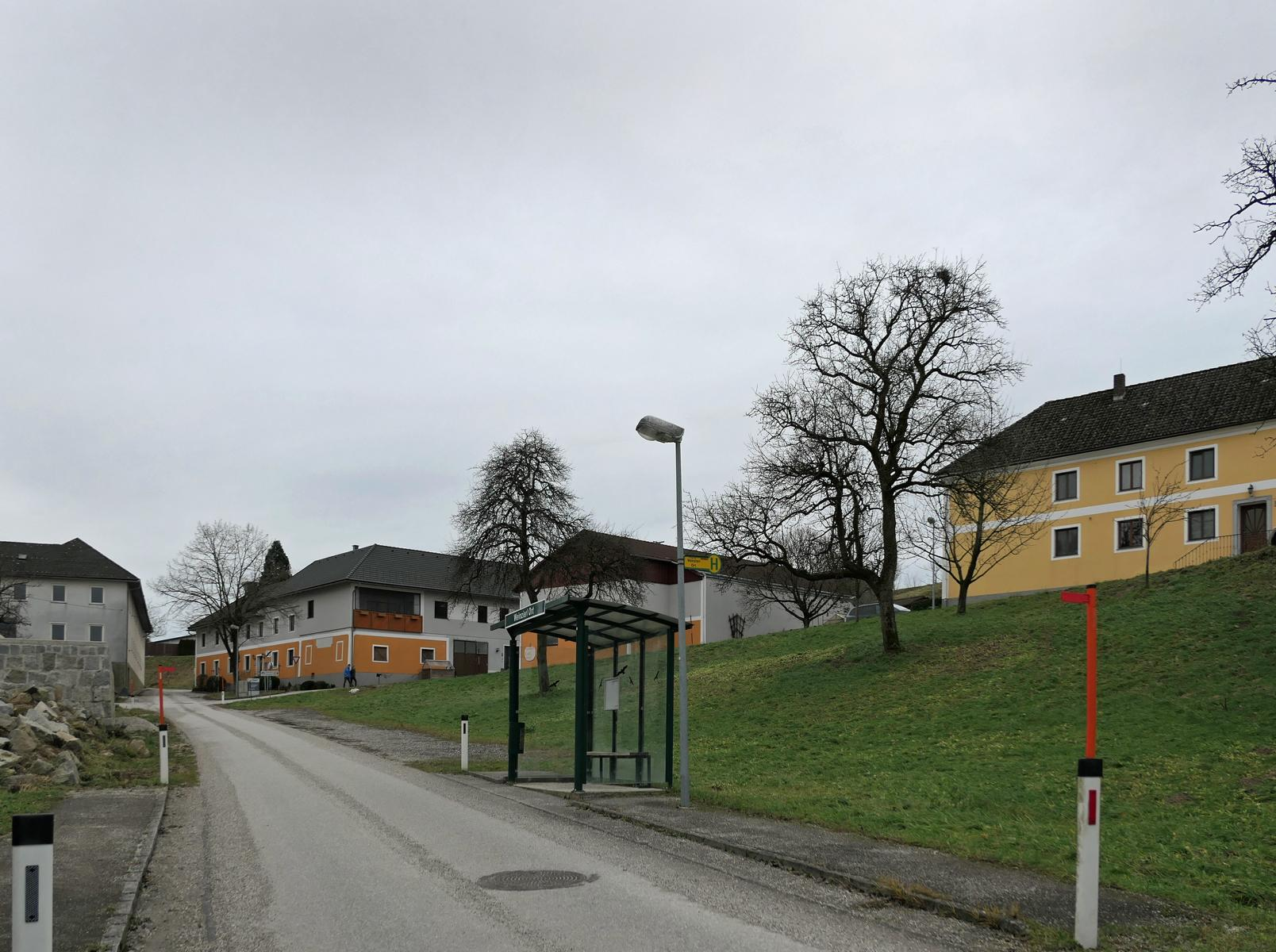
Ortsmitte von Weinzierl

Weinzierl ist eine bereits im Mittelalter urkundlich erwähnte Siedlung im Bezirk Perg im Unteren Mühlviertel in Oberösterreich.
Die Siedlung wurde 1782 mit ihrem Umland zu einer Katastralgemeinde (Kurzbezeichnung KG) formiert. 1848 wurde sie zu einer selbständigen Gemeinde mit einem eigenen Bürgermeister umgewandelt. Am 1. November 1938 wurde sie in die damaligen Marktgemeinde Perg eingemeindet. Ähnlich erging es 1938 der Gemeinde Pergkirchen.

## Geografie
Die KG 43219 (Ordnungsnummer) Weinzierl (in Gemeinde Perg) grenzt im Norden an die KG 43210 Lebing (in Gemeinde Allerheiligen), im Nordwesten an die KG 43113 Windegg (in Gemeinde Schwertberg), im Westen an die KG 43112 Schwertberg (ist auch Gemeinde), im Süden an die KG 43204 Au (in Gemeinde Naarn) und KG 43213 Naarn (ist auch Gemeinde), und im Osten an die KG 43214 Perg (ist auch Gemeinde). In der KG Weinzierl befinden sich die Ortschaften Aisthofen, Weinzierl, Lanzenberg, Zeitling und der Weiler Hainbuchen. Siehe auch die eigenen Artikel zu Aisthofen, Lanzenberg und Zeitling.
Das Gebiet der KG Weinzierl bedeckt eine Fläche von 7,33 km² und es wohnen dort 846 bzw. 960 Personen. Davon in Ortschaft Aisthofen 125 bzw. 223, in Ortschaft Lanzenberg 271 bzw. 276, in Ortschaft Weinzierl 176 bzw. 167 und in Ortschaft Zeitling 274 bzw. 294 Personen. Die Zahlenangaben entsprechen der Volkszählung per 1. Jänner 2001 bzw. 2011.
Die höchste Erhebung der KG Weinzierl mit rund 407 m ü. A. befindet sich in der Ortschaft Lanzenberg in der Nähe zur Gemeindegrenze mit Allerheiligen. Es handelt sich gleichzeitig um den zweithöchsten Punkt im Gemeindegebiet von Perg.
Der Aisthofenerbach entsteht durch den Zusammenfluss des Lebingerbaches und des Gänsebaches an der Stelle, wo die Grenzen von Allerheiligen, Schwertberg und Perg zusammentreffen, und entwässert in die Aist. Der Zeitlingerbach durchfließt das Zeitlinger Zaubertal. Er wurde von der Ortschaft Zeitling bis zur Mündung in die Naarn verrohrt.

## Geschichte
Weinzierl teilt im Wesentlichen die Geschichte der anderen Siedlungen auf dem Gebiet der heutigen Stadtgemeinde Perg. Nachstehend sind die auf die KG Weinzierl bezogenen historischen Aspekte dargestellt. Siehe auch → Ortschaft Aisthofen, Lanzenberg, Zeitling.

### Siedlung Weinzierl
Funde deuten darauf hin, dass die Gegend um Weinzierl schon vor 40.000 bis 35.000 Jahren besiedelt war. Auf Grund weiterer steinzeitlicher Funde in Ernsthofen an der Enns und auf der Berglitzl an der Gusen bildet die Region ein eigenständiges Donau-Enns-Paläolithikum. Die höheren Lagen oberhalb der Donau um Weinzierl, Lanzenberg und Lebing waren bevorzugte Siedlungsplätze der Jüngeren Altsteinzeit. Siedlungsspuren gibt es auch aus der Jungsteinzeit und dem Frühmittelalter (6. bis 9. Jahrhundert).
Der Name Weinzierl (Weinzürl) deutet auf einen ehemaligen Weinbau hin. Ein Weinzürler war ein Weingärtner oder Weinhauer. Klimaverschlechterungen, die Reblauskatastrophe von 1872 sowie die zunehmende Verbreitung des Obstmostes und des Bieres verdrängten den Weinbau aus dieser Gegend.
Die Ortschaft Weinzürl, ursprünglich das „gesaecz Weinzurl“ (der Sitz zu Weinzierl) wurde als Kuenringer Lehen 1315 erstmals im Besitz des Ulrich von Holspeck genannt.
Lokalisiert konnte der Sitz zu Weinzierl bislang nur unsicher werden. Dafür in Frage kommt das abgekommene Gehöft Hofstatt zu Weinzierl (mit einem Standort zwischen den modernen Gehöften Weinzierl Nr. 4 und Nr. 8).
Am 24. März 1390 verkauft Stephan der Gulher an Stephan dem Pyber den „sicz ze Weinczürl mitsambt der Hofstat dapei“. Ungefähr 1393 hat Stephan der Pyber „ze Lehen den halben hof ze Weinzürl, da der Sicz aufleit“.
Um 1400 wurde der Sitz Weinzürl im Maissauer Lehensbuch noch genannt. Dieser dürfte im Verlauf des 15. Jahrhunderts abgekommen sein. Ein Hinweise auf Weinbau in der Gegend ist auch die Erwähnung einer Hofstadt (Hofstatt) am Weingarten in Weinzierl in der Pfarre Perg um 1545.
Im 18. Jahrhundert bestand die Siedlung aus 14 Häusern (6 Bauerngütern und 8 Sölden und Kleinhäuseln).

### Weiler Hainbuchen
Der Name des historischen Weilers Hainbuchen ist ein Naturname und bezeichnet einen Ort, wo Hainbuchen (Weißbuchen) vorhanden waren. Die beiden dortigen Bauerngehöfte liegen in einer muldenförmigen Hanglage (moderne Adresse Weinzierl Nr. 16 und 17). Das Terrain fällt nach Nordwesten zum Aisthofnerbach leicht ab. Das Lehensbuch der Kapeller erwähnt um 1300 zwei Bauerngüter „ain hueb datz hainpuchen“ und „Lehen datz haynpuchen“. Im Josefinischen Lagebuch 1786 werden die beiden Gehöfte als Mörtlgut und Hießlgut bezeichnet.

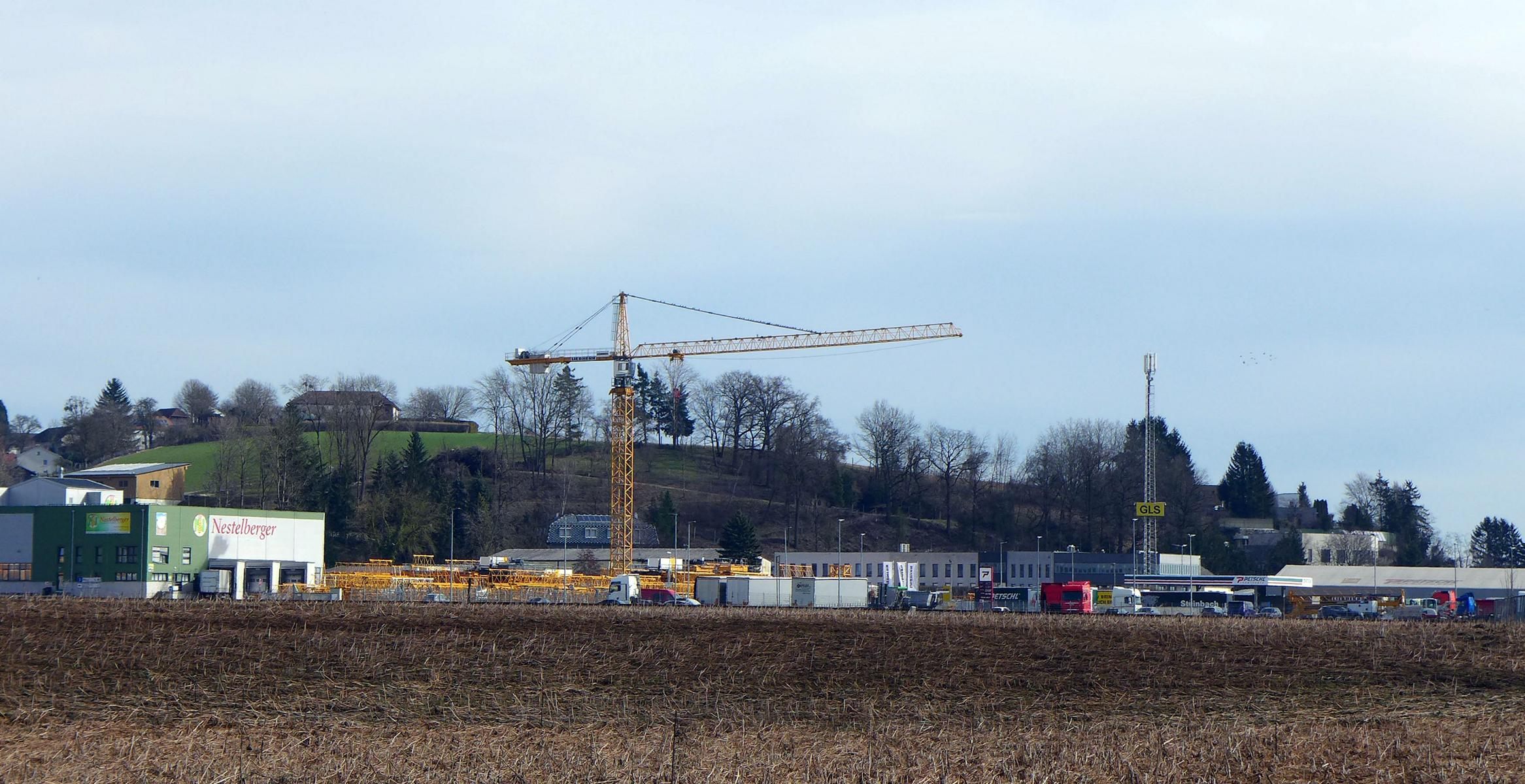
Anhöhe Mühlberg. Unterhalb die Gewerbezone entlang der B3c

### Richtstätte Mühlberg
Weinzierl sowie Perg gehörten ab 1225 zum Landgericht Machland, ab 1491 zum Landgericht Greinburg und ab 1591 bis 1850 zum Landgericht Schwertberg. Eine Richtstätte bzw. ein Galgen des Schwertberger Landgerichts befand sich nur 400 m südwestlich der Weinzierl Gehöfte auf der Anhöhe namens Mühlberg. Hier wurden Übeltäter aus der Perger Gegend hingerichtet, da Perg keine eigene Blutgerichtsbarkeit (Gerichtsbarkeit über Leben und Tod, also Landgerichte) hatte. In Perg bildete im Ortsgebiet der Naarnfluss die Grenze zwischen den Landgerichten Schwertberg und Greinburg.
Unterhalb der Richtstätte führte die Haudererstraße (heutige Bundesstraße B3c) vorbei. Dort neben der Straße verfügte das Gericht über eine eigene Galgenhofstatt namens „Galgenhäusl“ (heutige Adresse Weinzierl-Süd Nr. 15 und 16). Auch Flurnamen erinnern noch immer daran: Galgenfeld, Galgenlandl, Galgenlüßl, Opferacker und Gerichtslüßl. Die jeweiligen Besitzer der Galgenhofstatt waren verpflichtet, den Galgen in Stand zu halten und bei Hinrichtungen die benötigten Leitern und einen Wagen zur Verfügung zu stellen. In Gerichtsakten sind einige Hinrichtungen überliefert. 1878 wurden bei Grabarbeiten 30 Totenschädel und auch Knochen ausgegraben sowie die Grundmauer des Galgens bloßgelegt. Die meisten Hingerichteten wurden in der Nähe des Galgens und somit in ungeweihter Erde begraben.

### Großkopferts Kreuz
Es handelt sich um einen historischen Nischenblockpfeiler aus Granitgestein. Andere Namen sind Schwarzes Kreuz oder Weisses Kreuz. Standort ist neben der Bundesstraße B3c (Haudererstraße) gegenüber des Betriebsgeländes Weinzierl-Süd Nr. 60. Das Kreuz markiert jene Stelle, bei der ein Übeltäter aus der Perger Gegend dem Schwertberger Landgericht und damit der Blutgerichtsbarkeit übergeben werden musste.

### Holzerkapelle

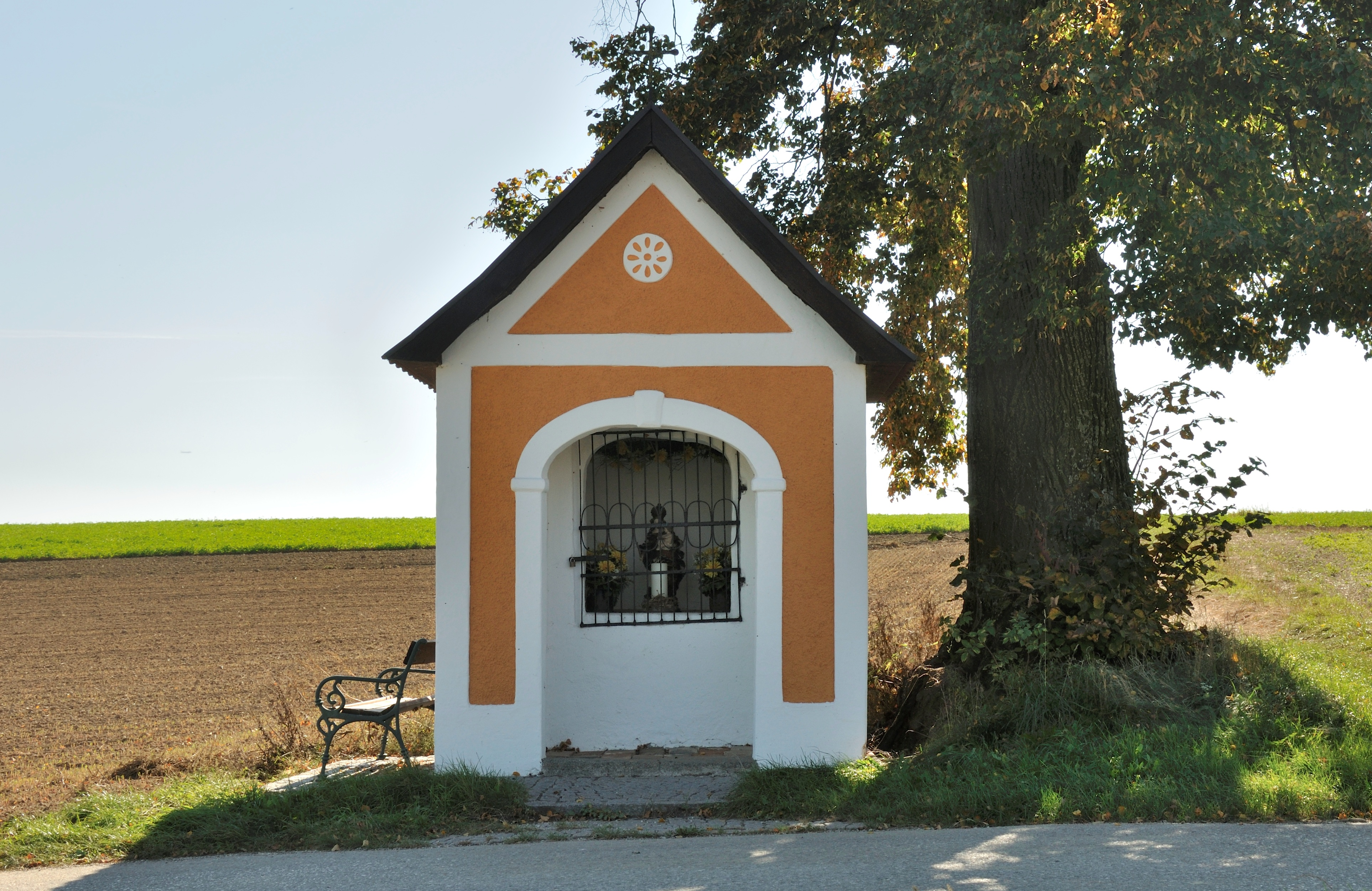
Holzerkapelle

Die historische Holzerkapelle in Weinzierl liegt auf der Kuppe am Güterweg 667401 Weinzierl-Zeitling. Sie wurde 1992 von Josef Primetshofer aus Steyr untersucht und restauriert. Die aus der Zeit um 1800 stammende Kapelle wurde aus Dankbarkeit errichtet, weil ein heftiges Unwetter ohne Schadensfolge über Weinzierl zog. Die Kapelle besitzt eine scheitelgekrümmte flachtonnige Decke. Im Vorbereich befinden sich eine zarte florale Bemalung und einige Jahreszahlen zu Besucherinschriften aus dem 19. Jahrhundert. Über dem korbbogigen Eingang ist ein Christusmonogramm angebracht. Die Kapellennische ist durch ein feuergeschweißtes Gitter gesichert.

### Pfarr- und Gemeindegrenzen
Die Bewohner auf dem Gebiet von Weinzierl gehörten ursprünglich zur Altpfarre Naarn. Von der Ortschaft Aisthofen ist bereits 985 im Zuge der Synode von Mistelbach und später 1357 anlässlich der Pfarrgründung von Schwertberg die Zugehörigkeit zur Pfarre Naarn belegt. Weinzierl und Aisthofen kamen vermutlich 1542 bei deren Gründung zur Pfarre Perg. Weder in Weinzierl noch in Aisthofen ist eine Kirche oder ein Friedhof nachweisbar.
1775/1777 im Zuge der von Kaiserin Maria Theresia eingeleiteten Reformen kam Aisthofen von der Pfarre Perg weg zur Pfarre Schwertberg, sodass sich diesbezüglich die Pfarr- und Gemeindegrenzen zwischen Perg und Schwertberg seither nicht mehr decken.
1784 wurde Weinzierl durch Verfügung von Kaiser Joseph II. zu einer Steuer- und Katastralgemeinde und nach der Revolution von 1848 zu einer selbständige Gemeinde, die neben Weinzierl, Zeitling und Lanzenberg auch die Ortschaft Aisthofen umfasste. Am 1. November 1938 wurde die Gemeinde Weinzierl mit der Marktgemeinde bzw. nun Stadtgemeinde Perg zusammengelegt.

## Politik
Liste der Bürgermeister von Weinzierl (1848 bis 1938):
- 1850–1861 Johann Starzer
- 1861–1870 Josef Schützenhofer
- 1870–1894 Josef Schützeneder
- 1894–1900 Johann Schweiger
- 1900–1927 Josef Schützenhofer, Landwirt
- 1927–1938 Karl Schützeneder, Gastwirt
- 1938–1938 Franz Piessenberger, Landwirt

## Wirtschaft
Die KG Weinzierl ist im Kern landwirtschaftlich geprägt. Speziell im Bereich Weinzierl-Süd entstand eine neu Betriebe- und Siedlungsstruktur. Hoch bedeutsam für Perg (und Weinzierl) war in früher Zeit die Mühlsteinfabrikation. Vier der Perger Mühlsteinbrüche liegen in der KG Weinzierl:

### Kerngrabenbruch
Lage neben der Zeitlingerbergstrasse.
Der westliche Kerngrabenbruch
(Lage)
ist mit seiner gewaltigen und gut erhaltenen Steinbruchwand seit 2021 unschwierig zugänglich. Der östliche Kerngrabenbruch
(Lage)
ist großteils verschüttet und wenig einsehbar. Dieser Kerngrabenbruch gilt als der älteste Perger Mühlsteinbruch. Dokumentiert ist, dass 1636 drei Mühlsteinbrecher-Meister mit ihren Helfern im Bruch auf dem Acker des Wißlehners zu Lanzenberg (Gehöft Lanzenberg Nr. 4) arbeiteten. In der Neuzeit gearbeitet wurde bis in die 1940er-Jahre.

### Zeitlingerbruch
Ist jünger. Lage
in der KG Weinzierl beim Beginn des bewaldeten Zeitlinger Zaubertals (Adresse Perg, Zaubertal Nr. 39). Ist stillgelegt und weitgehend eingeebnet.

### Neubruch
Ein dritter, jüngerer und kleiner Mühlsteinbruch. Lage
unweit der Grenze KG Weinzierl / KG Perg. Ist stillgelegt und heute überbaut mit Wohnhäusern (moderne Adresse Perg, Linzerstrasse 48).

### Eysabruch
Ein vierter, jüngerer und kleiner Mühlsteinbruch. Lage
an der Grenze KG Weinzierl / KG Perg. Ist stillgelegt und heute überbaut mit Wohnhäusern (moderne Adresse Perg, Linzerstrasse 38). Die Flurbezeichnung Eysa verweist auf eine frühere dortige Eisenerzeugung aus Raseneisenerz.

### Granitsteinbrüche
Bedeutsam für Perg (und Weinzierl) wurden ab dem 19. Jahrhundert auch Granitsteinbrüche. Zwei dieser Granitsteinbrüche der KG Weinzierl befinden sich in der Ortschaft Lanzenberg → siehe Artikel zu Lanzenberg.
Ein Josef Dworczak war 1853 ein weiterer Besitzer eines (dritten) Granitsteinbruchs in der KG Weinzierl, der Pflastersteine erzeugte. Näheres ist unklar.

### Holzsägewerk
Zu Beginn der 1920er-Jahre hat die Gemeinde Weinzierl Notgeld herausgegeben. Eines der Motive war die Mannersäge. Sie befand sich knapp an Grenze der KG Weinzierl zu Perg. Das 1911 gegründete Holzsägewerk (mit weithin sichtbarem Schlot und eigener Dampfmaschine zur Stromproduktion) diente der Firma Josef Manner in Wien (Josef Manner & Comp. AG) für die industrielle Herstellung von Verpackungskisten für den Transport ihrer Produkte wie der legendären Mannerschnitten. Am 18. März 1955 zerstörte aber ein Großfeuer diese Sägewerk gänzlich. Nach längeren Überlegungen errichtete die Firma Manner an dem Standort 1966 eine Produktion von Süßwaren. Zuletzt stand dort der weltgrößte Waffelofen. Trotzdem folgte 2016 die Konzentration der Waffelproduktion in Wien und die Schließung des Standortes. Nachfolger am Standort ist ein Unternehmen der Lebensmittelindustrie (moderne Adresse Perg, Linzerstrasse Nr. 55).

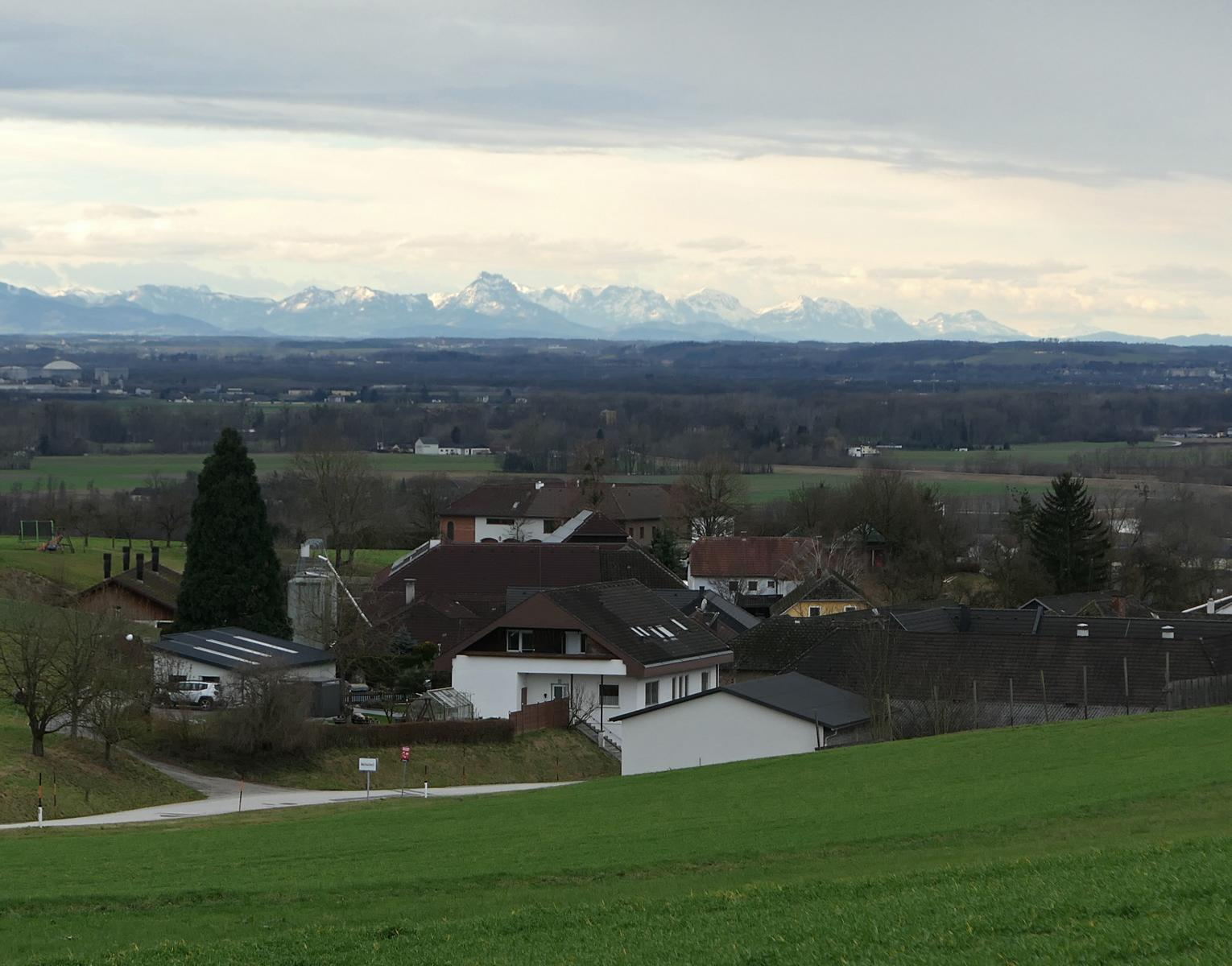
Weinzierl Ausblick (2023)
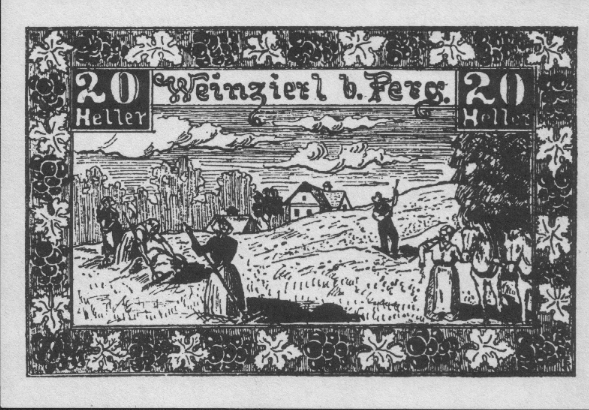
Weinzierl Feldarbeit (Notgeld)
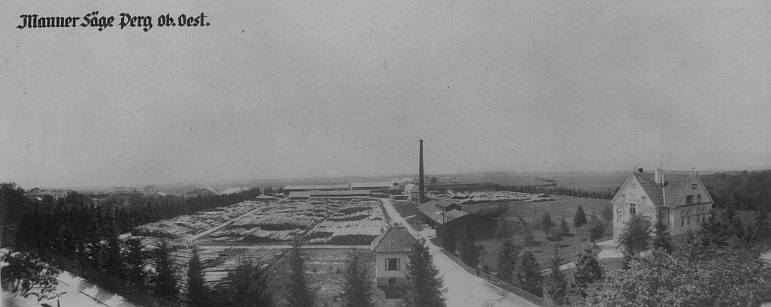
Holzsägewerk (~1930)
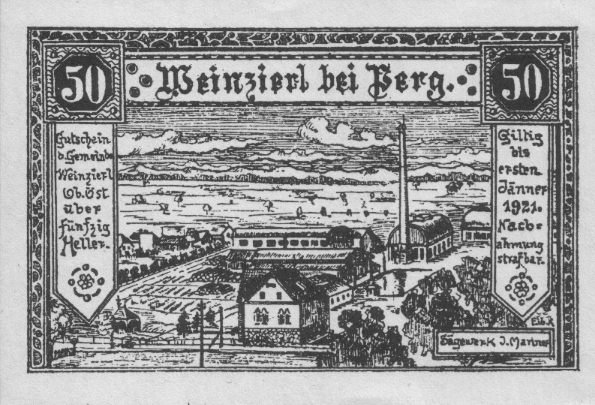
Holzsägewerk (Notgeld)
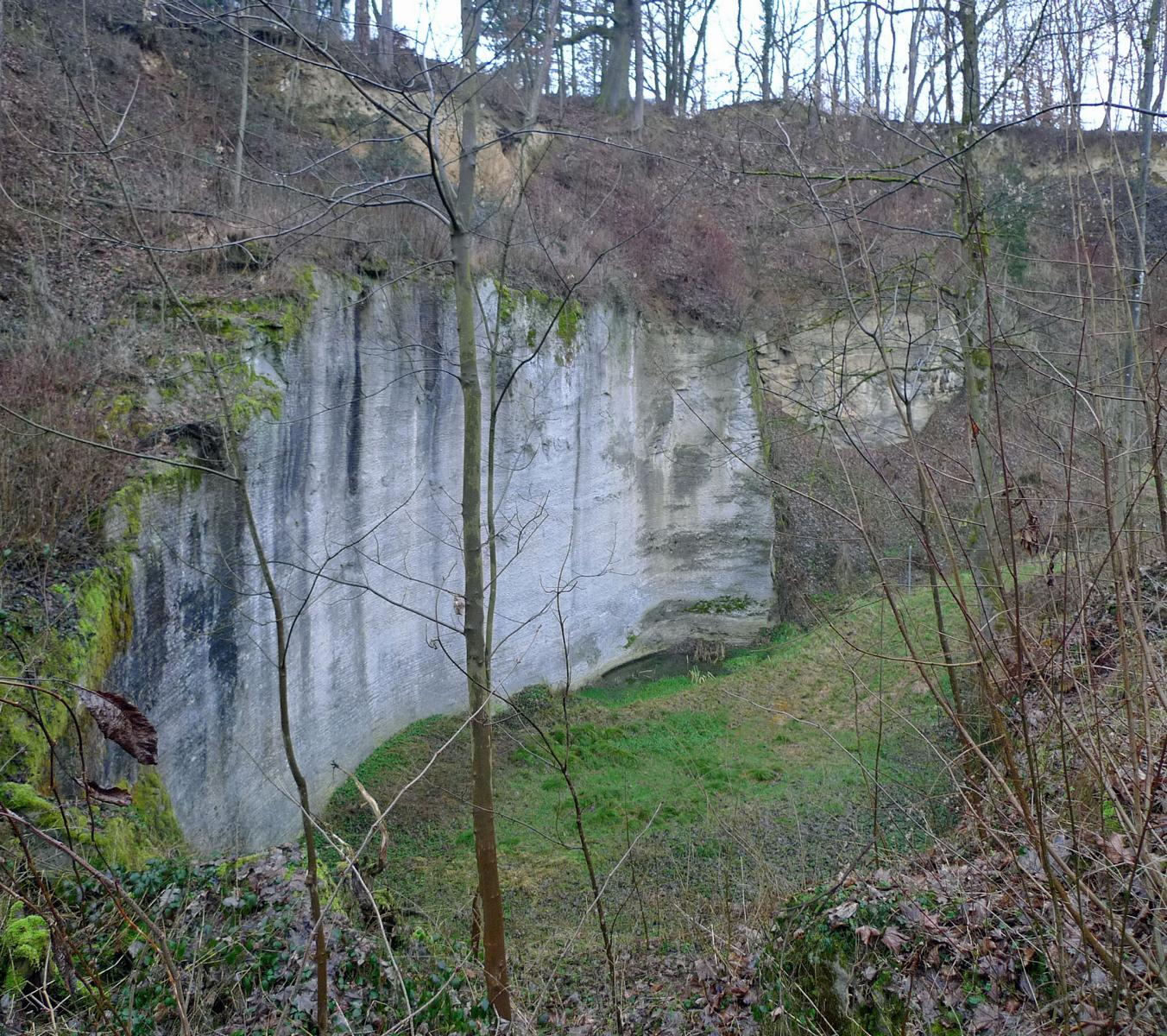
Mühlsteinbruch Kerngraben West
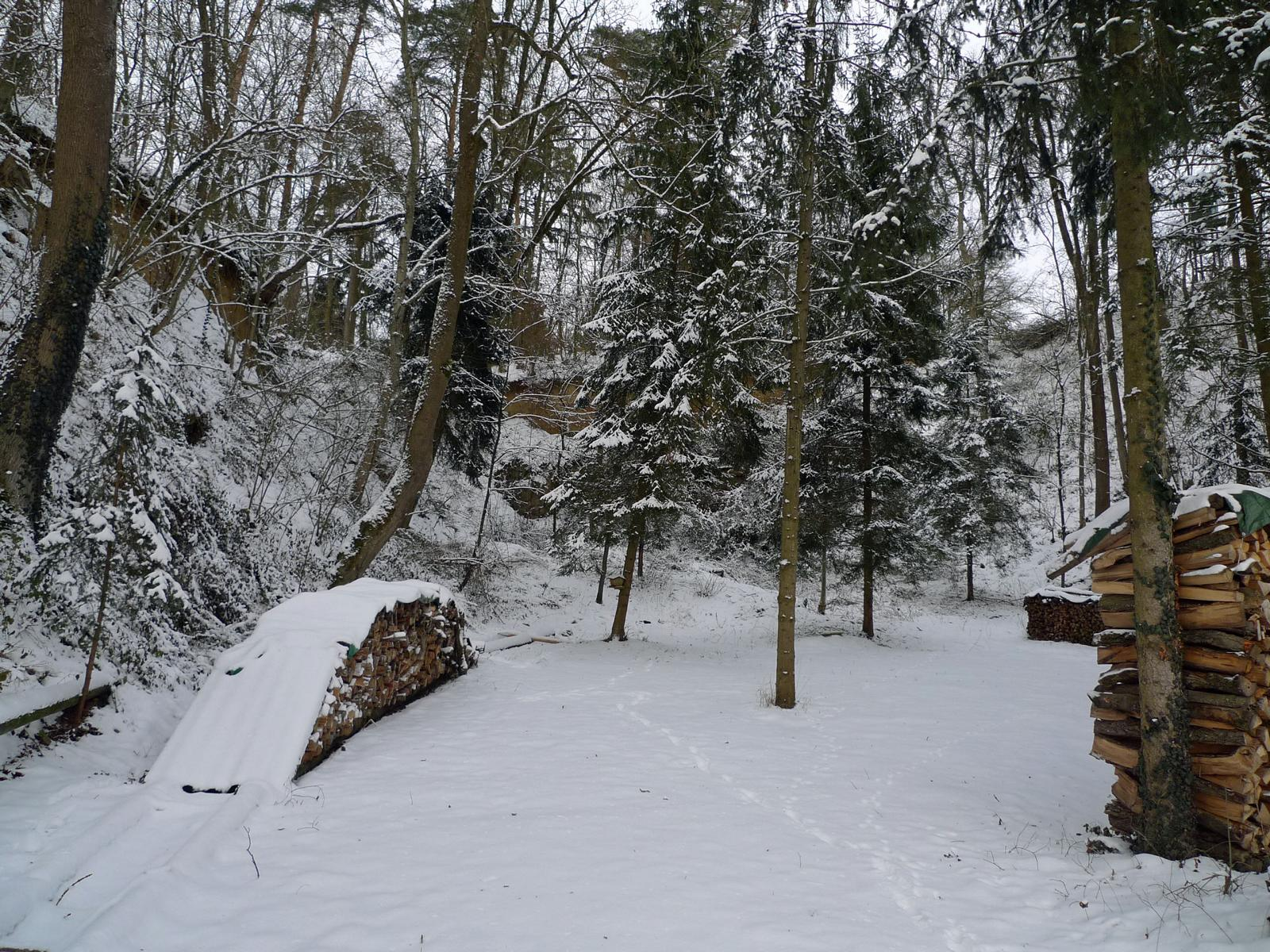
Zeitlingerbruch. Winter 2017

### Kaolinbergbau
Nach 1945 entdeckte die Firma Kamig (Österreichische Kaolin- und Montanindustrie AG), ein Bergbauunternehmen und in Schwertberg seit 1922 beheimatet, beim Gehöft Hinterleitner (damalige Adresse Weinzierl Nr. 15) neue Kaolinlagerstätten. 1952 begann die Kaolingewinnung im Tagebau. Das Gehöft Hinterleitner wurde dabei abgetragen. Die notwendige Aufbereitungsanlage für das Kaolin entstand in Aisthofen und bekam Gleisanschluss. Aktuell ist der Kaolinabbau eingestellt, das Tagebaugelände weitgehend der Natur überlassen.

### Weinanbau
Der Weinanbau endete in Oberösterreich praktisch 1872 mit der Reblauskatastrophe. Seit 2005 wird in Weinzierl am Gehöft Gmeiner (moderne Adresse Weinzierl Nr. 8) im Rahmen des landwirtschaftlichen Betriebes wieder erfolgreich Wein gekeltert. Anbaufläche etwa 1 Hektar. Rebsorten Bouvier, Chardonnay, Zweigelt, Rösler u. a. m.

### Betriebsansiedlungsgebiet
Im Bereich Weinzierl-Süd, Zeitling und Aisthofen, nahe der Verkehrsadern Eisenbahn und Bundesstraße B3c entstanden in den letzten Jahren nicht wenig erfolgreiche Betriebe. Branchen sind Fahrzeugausstattung, Fahrzeugreparatur, Transport, Logistik, Lagerung, Gartengestaltung, Haustechnik, Dachdeckung, Bau und Montage, Lebensmittel, Verköstigung.

## Verkehr

### Eisenbahnverbindung

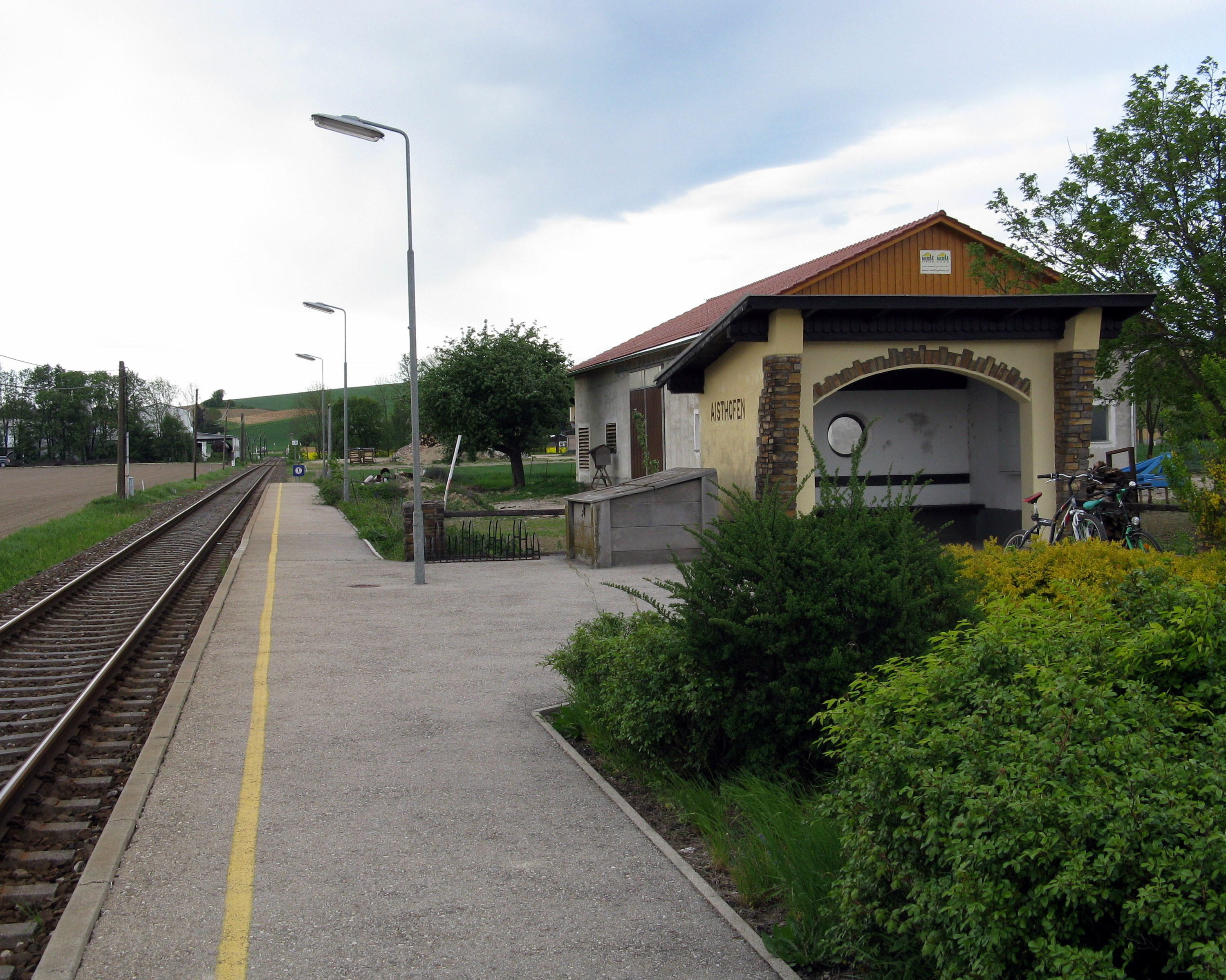
Frühere ÖBB Haltestelle Aisthofen

Die Ende des 19. Jahrhunderts errichtete und 1898 eröffnete Donauuferbahn führt über das Gebiet der KG Weinzierl und hat in der Ortschaft Aisthofen eine Haltestelle. Ein eigenes Industriegleis führt zur Verladestelle für Zuckerrüben. Regelmäßiger Personenverkehr, ÖBB Kursbuchstrecke 133.

### Straßenverbindungen

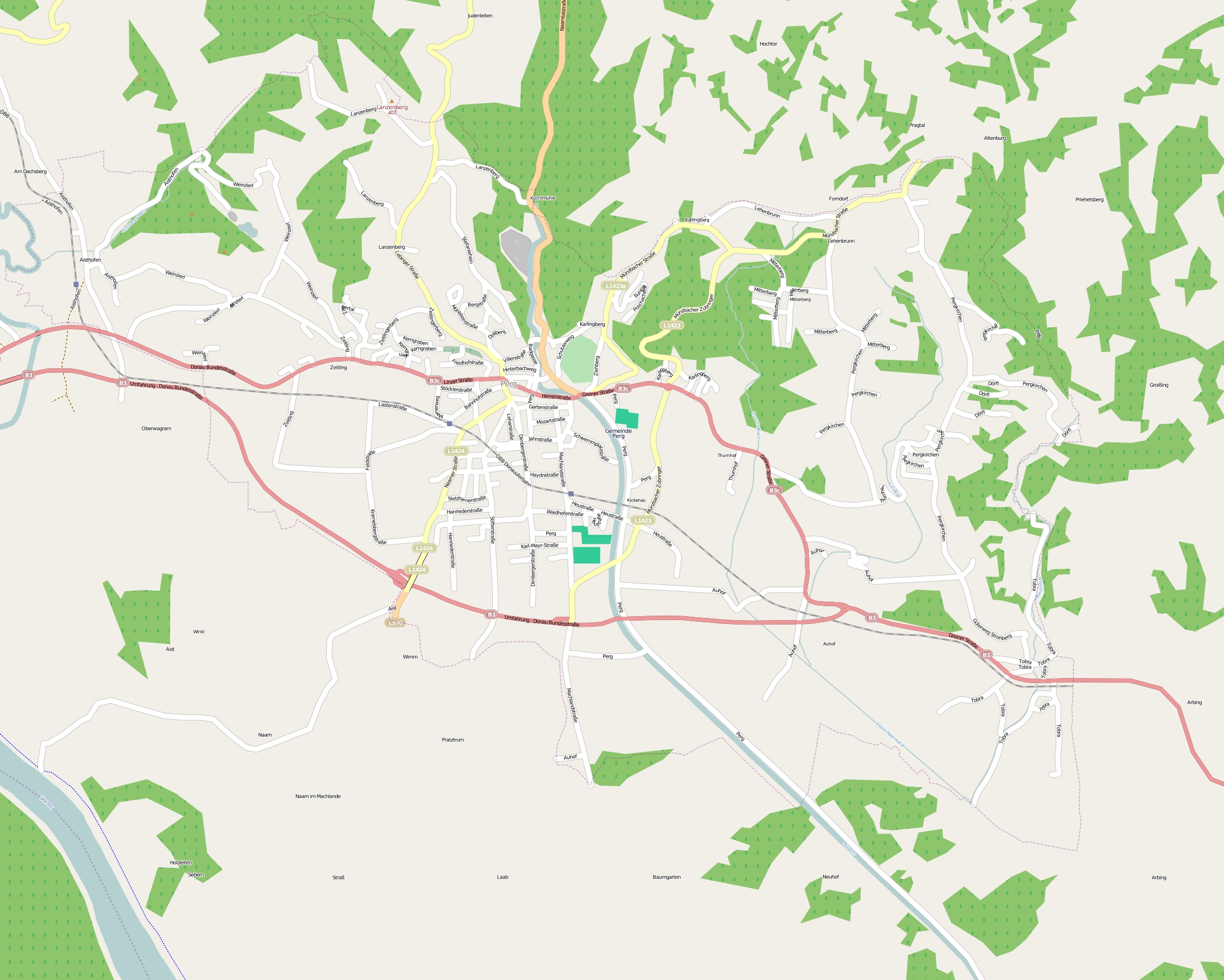
Straßenverbindungen

Die Bundesstraße B3c verläuft im Süden der KG Weinzierl und durchquert das Betriebsansiedlungsgebiet. Sie ist eine wichtige West-Ost-Verbindung. Frühere Namen der B3c waren Haudererstraße, Bundesstraße 3 Donaustrasse.
Die Landesstraße L1420 sichert die Verbindung von Aisthofen nach Schwertberg. Auch der Donausteig, ein Ost-West Wanderweg, durchquert seit 2010 Weinzierl.